# Флаг (геометрия)

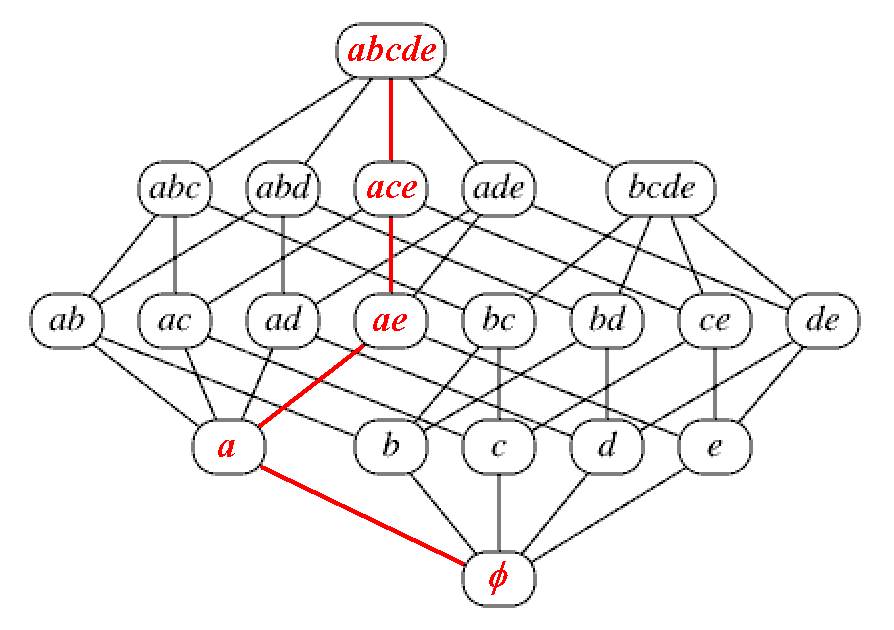
Диаграмма граней квадратной пирамиды, показывающая один из её флагов

Флаг в геометрии многогранников — последовательность граней (различной размерности) абстрактного многогранника, в которой каждая предыдущая грань содержится в последующей и последовательность содержит ровно по одной грани каждой размерности.
Более формально, флаг ψ n-мерного многогранника — это множество {F−1, F0, …, Fn}, такое, что Fi ≤ Fi+1 (−1 ≤ i ≤ n − 1) и имеется ровно один элемент Fi в ψ для каждого i, (−1 ≤ i ≤ n). Поскольку минимальная грань F−1 и максимальная грань Fn должны быть в каждом флаге, их часто опускают из списка граней для краткости. Эти две грани называются несобственными.
Например, флаг трёхмерного многогранника состоит из вершины, одного ребра, инцидентного этой вершине, и одной многоугольной грани, инцидентной как вершине, так и ребру, плюс две несобственные грани. Флаг трёхмерного многогранника иногда называется «дартом».
Многогранник можно рассматривать как правильный тогда и только тогда, когда его группа симметрии является транзитивной на флагах. Это определение исключает хиральные многогранники.

## Геометрия инцидентности
В более абстрактных условиях геометрии инцидентности, которая является множеством с симметричными и рефлексивными отношением, определённом на элементах множества и называемым инцидентностью. Флаг — это множество элементов, которые попарно инцидентны. Этот уровень абстракции обобщает как концепцию флагов многогранников, данную выше, так и концепцию флагов из линейной алгебры.
Флаг является максимальным, если он не содержится в большем флаге. Если все максимальные флаги геометрии инцидентности имеют один и тот же размер, это общее значение является рангом геометрии.